# Max Drushinin

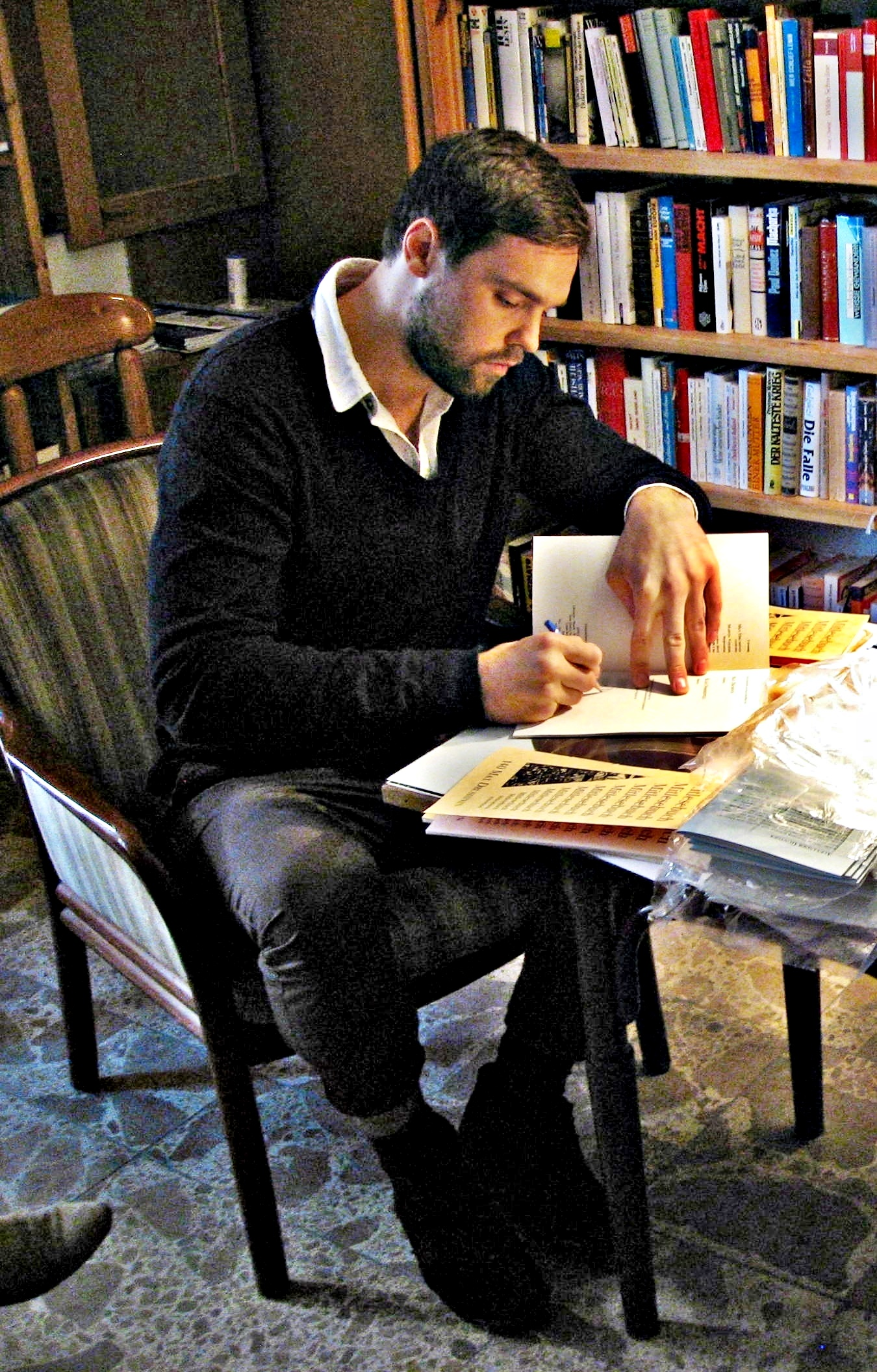
Max Drushinin. Lessinghaus Berlin, 2015. Buchpremiere "Mitlesebuch 140", Signierstunde.

Max Drushinin (* 1989 in Jekaterinburg) ist ein deutscher Schriftsteller, der in Belarus aufgewachsen ist.

## Leben
In Jekaterinburg geboren, verbrachte er seine Kindheit in Minsk/Belarus. Mit etwa zehn Jahren wanderte er mit den Eltern nach Deutschland aus. Bis 2013 und dann wieder seit 2018 lebt er in Magdeburg, in den Jahren dazwischen in Düsseldorf. Er beendete ein Kommunikations-Studium. Über die Musik kam er zum Schreiben, insbesondere zur Lyrik. Alle seine Bücher und Anthologietexte schrieb er auf Deutsch.

## Werk
Max Drushinins erste Einzelveröffentlichung, ein Gedichtband, erschien 2015 im Aphaia Verlag Berlin, das Mitlesebuch 140. Es folgten Anthologiebeiträge, Die Sänger der alten Griechen 2017 im Größenwahn-Verlag, Ffm. in: Griechische Einladung in die Musik, herausgegeben von Andreas Deffner; 2019 die lyrischen Dichtungen Im Reich des Hades und Hypnos beim Verlag PalmArtPress, Berlin, in: Entführung in die Antike, herausgegeben von Steffen Marciniak.
Im Dezember 2019 wurde ihm der erstmals verliehene Hanns-Meinke-Preis für junge Lyrik zuerkannt. Mitglied der Jury war in diesem Jahr der Schriftsteller Rolf Hochhuth.
Im Jahr 2020 wurde der Autor Mitglied des Autorenkreises Plesse.  Seither liefert er regelmäßig Textbeiträge für die Jahresbände des Autorenkreises, die jährlich auf den Matinee-Veranstaltungen in Bovenden vorgestellt werden. 
2021 erschien sein zweiter Gedichtband Himmelraunen in der Lyrik-Edition NEUN im Verlag der 9 Reiche.

## Veröffentlichungen

### Einzeltitel
- Mitlesebuch 140. Gedichte aus dem Schaffen von Max Drushinin (mit Illustrationen von Klaus Sommerfeld), Berlin, Aphaia Verlag, 2015.
- Himmelraunen. Gedichte (mit Linolschnitten von Steffen Büchner), Lyrik-Edition NEUN, Band 3, Berlin, Verlag der 9 Reiche, 2021, ISBN 978-3-948999-03-2.

### Anthologie und Vorwort
- Griechische Einladung in die Musik, hg. v. Andreas Deffner, Größenwahn Verlag, Frankfurt / M., 2017, ISBN 978-3-95771-150-2.
- Entführung in die Antike, hg. v. Steffen Marciniak, PalmArtPress, Berlin, 2019, ISBN 978-3-96258-039-1.
- Phaethon oder Der Pfad der Sonne von Steffen Marciniak, mit Geleitwort von Max Drushinin, München, Aphaia Verlag, 2020, ISBN 978-3-946574-13-2.
- Die zwölf Monate des Jahres, hg. v. Autorenkreis Plesse, Harald Gröhler, Verlag der 9 Reiche, Berlin, 2020, ISBN 978-3-948999-00-1.
- Wie viel Tier braucht der Mensch, hg. v. Autorenkreis Plesse, Harald Gröhler, Verlag der 9 Reiche, Berlin, 2021, ISBN 978-3-948999-99-5.
- Zu Hause. Oder nicht?, hg. v. Autorenkreis Plesse, Harald Gröhler, Verlag der 9 Reiche, Berlin, 2022, ISBN 978-3-948999-98-8.
- Überflüssiges, hg. v. Autorenkreis Plesse, Harald Gröhler, Verlag der 9 Reiche, Berlin, 2023, ISBN 978-3-948999-92-6.
- Schräge Typen, hg. v. Autorenkreis Plesse, Harald Gröhler, Verlag der 9 Reiche, Berlin, 2024, ISBN 978-3-948999-91-9.

## Preise und Auszeichnungen
- 2019: Hanns-Meinke-Preis für junge Lyrik